# 조지프 모건
조지프 모건(Joseph Morgan, 1981년 5월 16일 ~ )은 잉글랜드의 배우이다.

## 출연 작품
- 벤허